# Can't You Hear Me Knocking
«Can't You Hear Me Knocking» —en español: «No puedes oírme golpear»— es una canción de la banda británica de rock and roll Rolling Stones perteneciente a su álbum de 1971 Sticky Fingers.

## Historia
La canción tiene una duración de siete minutos y quince segundos. Mick Jagger se encarga de ponerle voz. La pieza comienza con una introducción de guitarra compuesta tanto por Keith Richards como por Mick Taylor, que originó un riff que toca Richards. A los dos minutos y cuarenta y tres segundos se pasa a una sección instrumental, en la que interviene Rocky Dijon en las congas; el saxofonista Bobby Keys interpreta en ella un largo solo con el sonido de las guitarras de Richards y Taylor de fondo. Acompaña en la canción el órgano de Billy Preston Finalmente, Taylor se convierte en protagonista y conduce la canción hasta su conclusión con un solo de guitarra.
La canción fue parte del repertorio de los conciertos de los Rolling Stones en sus giras Licks Tour (años 2002 y 2003) y A Bigger Bang Tour (2005-2007). En esas actuaciones Jagger tocaba un solo de armónica tras el solo de saxo de Keys, mientras que Ronnie Wood interpretaba un solo de guitarra de mayor duración. Se sacó a la venta una grabación en directo en el DVD del 2003 Four Flicks y en el álbum del 2004 Live Licks.
En el año 2004 la revista Rolling Stone la colocó en el puesto veinticinco en su listado de las cien mejores piezas de guitarra de todos los tiempos.
Una versión del tema de estudio recortada (sin el tramo del saxofón) se escucha en el juego Guitar Hero II. El tema ha hecho presencia en las películas Blow, Casion, The Fighter y Spider-Man: Homecoming. El tema se escucha también en varias series entre las que destacan Jack Ryan, Close Enough y Reacher. 

## Personal
Acreditados:
- Mick Jagger: voz principal y coros
- Keith Richards: guitarra principal y coros
- Mick Taylor: guitarra principal y rítmica
- Bill Wyman: bajo
- Charlie Watts: batería

músicos adicionales
- Bobby Keys: saxofón
- Rocky Dijon: congas
- Jimmy Miller: maracas
- Billy Preston: órgano